# Dagoberto (futebolista)
Dagoberto Pelentier de Jesus, mais conhecido como Dagoberto (Dois Vizinhos, 22 de março de 1983), é um ex-futebolista brasileiro que atuava como atacante.

## Biografia
Nascido em Dois Vizinhos, no Paraná, cresceu na comunidade de Alto Bela Vista, interior de Dois Vizinhos. Aos catorze anos, foi convidado para jogar no infantil do PSTC. No ano 2000, foi campeão e artilheiro do Campeonato Paranaense Juvenil, com 25 gols. Em 2001 transferiu-se para o Atlético Paranaense, sendo já de cara campeão brasileiro e se tornando uma grande promessa do futebol. Foi convocado diversas vezes paras as seleções brasileira de base, e foi campeão da Copa do Mundo FIFA Sub-20 de 2003. Em 2007, após superar inúmeras lesões graves, assinou contrato com o São Paulo, onde teve uma grande passagem de cinco anos, sendo bicampeão brasileiro. E no fim de 2011 acertou com o Internacional, para jogar no clube em 2012, onde teve uma boa passagem. Em 2013 foi contratado pelo Cruzeiro Esporte Clube, onde venceu mais dois campeonatos brasileiros em sequência. Em seguida teve breves passagens por Vasco da Gama e Vitória, que foram muito prejudicadas por lesões. Após ficar quase um ano afastado dos gramados, adiou sua aposentadoria em junho de 2017 para atuar pela primeira vez fora do Brasil, no San Francisco Deltas, da segunda divisão dos Estados Unidos. Em abril de 2018, retornou ao país ao ser contratado pelo Londrina, onde foi artilheiro da Série B com 17 gols. Anunciou a aposentadoria no ano seguinte, após uma nova onda de lesões.

## Carreira

### Atlético Paranaense
Sua estreia na equipe profissional ocorreu no final de 2001, ajudando a equipe a conquistar o título de campeão brasileiro como jogador reserva da equipe. Em 2002, foi convocado para a Seleção Brasileira Sub-20 e foi campeão do Torneio de Toulon. Pela Seleção Brasileira, foi ainda vice-campeão sul-americano sub-20 e medalha de prata nos Jogos Pan-Americanos de 2003. Também disputou o Pré-Olímpico Sul-Americano Sub-23 em janeiro de 2004, mas o Brasil acabou não conseguindo se classificar para as Olimpíadas de Atenas.
Em outubro de 2004, ano em que Dagoberto estava em grande fase, marcando muitos gols pelo Brasileirão, ele acabou sofrendo uma grave contusão no joelho esquerdo, e só voltou a jogar em julho de 2005, uma partida contra o Coritiba. Mas nesta mesma partida, sofreu nova lesão, desta vez na coxa direita, e novamente, foi afastado. O jogador continuou sofrendo lesões musculares nos treinos, e ficou praticamente o ano de 2005 inteiro sem atuar.
Em 2006, Dagoberto voltou a jogar pelo Campeonato Paranaense, mas novamente sofreu lesão no joelho, durante uma partida contra o ADAP.
Além das inúmeras contusões, o que também prejudicou a carreira de Dagoberto, foram as brigas judiciais entre ele e o próprio Atlético. As relações entre jogador e clube ficaram tensas após envolvimento dos seus procuradores, que dificultavam as negociações para a renovação do contrato com o Atlético.
As dificuldades nas relações entre Dagoberto, clube e torcida continuaram, principalmente após a recusa do jogador e seus empresários de proposta milionária do Hamburgo, da Alemanha. Enquanto isso, o contrato chegava ao seu fim, mas o clube não pretendia liberar Dagoberto, e para isso entrou na Justiça e ganhou uma liminar para prorrogar o contrato do jogador até 29 de março de 2008. Sem a prorrogação, a multa rescisória cairia para R$ 5,4 milhões, valor que poderia ser depositado pelos próprios procuradores para liberação do jogador. Mas como o clube tinha a liminar, o valor da multa era de R$ 16 milhões.
Logo, Dagoberto teve que esperar essa liminar terminar, para que a multa rescisória caísse, para então assinar com outro clube.

### São Paulo
Finalmente, em abril de 2007, após a longa briga judicial, o próprio Dagoberto pagou a multa de R$ 5,4 milhões e depois assinou contrato de 5 anos com o São Paulo.
Sua estreia pelo Tricolor foi nas oitavas-de-final da Copa Libertadores, contra o Grêmio. Dagoberto entrou no intervalo do jogo e deu um passe para o gol da vitória por 1 a 0.
Adquiriu, após curto período de tempo, a vaga de titular do ataque do São Paulo, e marcou seu primeiro gol pelo clube, na vitória de 2 a 0 sobre o Santos, pelo Campeonato Brasileiro.
Mostrando estar totalmente recuperado de lesões, Dagoberto foi um dos principais jogadores da conquista do Brasileiro de 2007 pelo São Paulo, sendo artilheiro do time na competição junto com Borges e Rogério Ceni com 7 gols.
No ano seguinte, formou dupla de ataque com Adriano Imperador no primeiro semestre, mas não obteve muito destaque, dando a volta por cima apenas no Brasileiro de 2008, onde jogou muito bem e, em diversas partidas, foi essencial para a vitória do Tricolor Paulista, e sendo novamente campeão. Vivendo uma boa fase no São Paulo, teve uma proposta milionária no começo de 2009 do Bayern de Munique que, devido aos planos de ter uma equipe forte para a disputa da Libertadores em 2009, foi recusada pelo São Paulo.
Em 2010 continuaria sendo um dos principais jogadores da equipe, se destacando principalmente nas quartas-de-final da Copa Libertadores contra o Cruzeiro, marcando gols nos dois jogos e classificando a equipe para a semifinal. Entretanto, chegou a ficar um período afastado, não tendo sido aproveitado pelo técnico Sérgio Baresi. Dagoberto passou a ter mais chances apenas com a troca do treinador. Ao assumir o cargo, Paulo César Carpegiani declarou ver no jogador grande potencial e que este poderia evoluir durante a temporada.
Em 2011, durante o jogo São Paulo e Linense, no Morumbi, vencido pelo São Paulo, nos minutos finais Dagoberto se envolveu em uma discussão com seu técnico por questões táticas. O treinador chegou a mandar Dagoberto sair de campo se estivesse descontente.
Após a partida, Dagoberto respondeu que "existem atitudes no dia a dia do futebol que fazem parte da rotina em campo e que isso que aconteceu não significa desrespeito à hierarquia de comando ou com o companheiro da equipe". Dagoberto foi punido em 10% de seu salário devido a discussão que teve com o técnico.
Apesar das rusgas com Carpegiani e outros problemas como a dificuldade na renovação de contrato, o jogador continuou apresentando regularidade nas partidas. Além de ter sido o artilheiro do time na temporada de 2011 com incríveis 22 gols, também foi possuidor do maior número de assistências na equipe.

### Internacional
Depois de uma novela de quase 3 meses, Dagoberto, enfim, foi anunciado como novo reforço do colorado, em dezembro de 2011. O jogador chegou ao novo clube em janeiro de 2012 e foi recebido no aeroporto por cerca de 100 torcedores. Na sua apresentação oficial, o jogador pediu a camisa de nº 20, em homenagem à data do seu casamento.
Marcou os seus dois primeiros gols no dia 12 de fevereiro de 2012, contra o Caxias, pelo Campeonato Gaúcho, no estádio Centenário, em Caxias do Sul. Dagoberto marcou aos 5 e aos 35 minutos do primeiro tempo, após receber dois passes de Oscar. O jogo acabou em 2 a 0 para os colorados.
Em 20 de maio, no jogo de estréia do Campeonato Brasileiro, contra o Coritiba, no Beira-Rio, Dagoberto marcou um dos gols mais bonitos do ano: o time ficou tocando a bola durante 1 minuto, até que chegou em Dátolo, que tabelou com Dagoberto. O camisa 20 invadiu a área, tocou para Leandro Damião, que protegeu bem e deixou Dagoberto na cara do gol, quase dentro da pequena área, que finalizou de primeira, no canto. 2 a 0. Marcou outro bonito gol, de cabeça, na derrota para o Botafogo, depois de boa jogada tramada por Guiñazu, Oscar e Damião.
Com Fernandão como treinador, Dagoberto teve um visível crescimento. Marcou dois gols nos dois primeiros jogos com o novo comandante, contra Atlético-GO e Figueirense, mas uma lesão na coxa, o afastou dos gramados por cerca de 1 mês.

### Cruzeiro

#### 2013
No dia 8 de janeiro de 2013, o Internacional confirmou a venda do jogador ao Cruzeiro que foi tido como possível substituto para Walter Montillo, que tinha sido vendido para o Santos.
Em 3 de fevereiro de 2013, na reabertura do Mineirão depois das reformas para a Copa do Mundo, fez um gol logo em sua estréia pelo clube, decidiu o clássico contra o Atlético por 2 a 1 quando saiu do banco no segundo tempo e marcou o gol da vitória. Conquistou seu primeiro Campeonato Brasileiro pelo Cruzeiro, com 4 rodadas de antecedência sendo importante para a campanha e assim marcou de vez seu nome na história do clube.
E com a quarta conquista do Campeonato Brasileiro, Dagoberto se juntou a outros jogadores, além de Zico, Zito, Júnior, Raul, Mauro Galvão e Emerson Sheik. Com quatro títulos, completam a lista Antonio Carlos Zago, Gilmar, Rubens Minelli e Mauro Ramos.

#### 2014
Em 2014 conquistou seu primeiro estadual pelo clube, quando empataram com o Atlético pelo placar de 0 a 0, dando vitória para o Cruzeiro pelo critério de desempate. Disputou no mesmo ano sua primeira Libertadores da América pelo clube, sendo eliminado nas quartas pelo então campeão San Lorenzo.
No final do ano conquistou seu segundo Campeonato Brasileiro pelo clube e o quinto de sua carreira, com duas rodadas de antecedência bateram o Goiás por 2 a 1, conquistando então o bicampeonato consecutivo pelo Cruzeiro (o quarto da história do clube), feito único até então na história celeste.
E com a nova conquista do Cruzeiro, entrou para um seleto grupo de jogadores que conquistaram 5 vezes ou mais o campeonato nacional. A pequena lista conta com jogadores como Ademir da Guia, Andrade, César Lemos, Coutinho, Dorval, Dudu, Emerson Leão, Mengálvio e Zinho que conquistaram 5 nacionais. Lideram a lista, com seis brasileiros, Lima, Pepe e Pelé.

### Vasco da Gama
No dia 4 de março de 2015 o jogador foi emprestado pelo Cruzeiro para a equipe do Vasco da Gama até o fim da temporada, sendo considerado até então o principal reforço do Vasco da Gama no ano. Marcou logo na estreia diante o Nova Iguaçu, foi campeão Carioca, se machucou e ficou 1 mês e meio fora.

### Vitória
No dia 9 de março de 2016 foi anunciado como reforço do Vitória. Atuou em vinte partidas pelo clube, não tendo se destacado e sofrendo com lesões, foi dispensado pelo rubro negro sem ter marcado nenhum gol.

### San Francisco Deltas
No dia 28 de junho de 2017 foi anunciado que Dagoberto retornaria ao futebol, jogando pelo San Francisco Deltas, dos Estados Unidos. Marcou seu primeiro gol pelo clube, no dia 26 de julho, contra o FC Edmonton, pela NASL 2017. Dagoberto marcou gol no final de uma partida da NASL, contra o Indy Eleven, a dez minutos do fim, fez um golaço, dando a vitória ao seu time. Contra o New York Cosmos na final da NASL, Dagoberto ficou no banco de reservas, mas viu seu time vencer por 2 a 0. Faturando mais um título em sua carreira.

### Londrina
No dia 3 de abril de 2018, o atleta foi apresentado como reforço do Londrina para a Série B do Campeonato Brasileiro. Ele afirmou que "busca se reinventar", e reescrever a sua história. Ele se lesionou logo em sua estreia, mas quando voltou, virou o goleador máximo do time, e se sagrou artilheiro da Série B com 17 gols em 19 jogos.

### Aposentadoria
No dia 10 de setembro de 2019, o jogador anunciou a sua aposentadoria como jogador, rescindindo o contrato com o Londrina.
Após pendurar as chuteiras, foi selecionado para o time de Legends do São Paulo Futebol Clube, onde disputou no final de 2019 a Legends Cup Brasil, sendo campeão após vencer o Barcelona (Barça Legends) na final por 3 a 0, com dois gols seus. Foi eleito o craque da competição amistosa.

## Vida pessoal
Dagoberto é casado com a fisioterapeuta Thaysa. Conheceram-se em 2004, durante um tratamento pós-operatório no joelho, que o atleta fazia quando atuava pelo Atlético Paranaense. O casal tem dois filhos, Thayna e Mateus. Em uma entrevista concedida ao portal "Terceiro Tempo" em abril de 2018, o jogador revelou que recentemente havia descoberto que seria pai pela terceira vez.
Dagoberto entrou para o ramo da gastronomia, investindo em uma rede de hamburguerias. Em março de 2017, a loja tinha duas unidades e um ano depois eram quatro unidades, todas em Curitiba e administradas pela família da esposa.

## Títulos
Atlético Paranaense
- Campeonato Brasileiro: 2001
- Campeonato Paranaense: 2002 e 2005

São Paulo
- Campeonato Brasileiro: 2007 e 2008

Internacional
- Campeonato Gaúcho: 2012

Cruzeiro
- Campeonato Brasileiro: 2013[23] e 2014
- Campeonato Mineiro: 2014

Vasco da Gama
- Campeonato Carioca: 2015

Vitória
- Campeonato Baiano: 2016

San Francisco Deltas
- North American Soccer League: 2017[16]

Seleção Brasileira
- Torneio Internacional de Toulon: 2002
- Torneio da Malásia: 2003
- Campeonato Mundial de Futebol Sub-20: 2003

### Prêmio individuais
- Campeonato Brasileiro Série B de 2018 - Artilheiro (17 gols)